# 奧拉瓦里亞

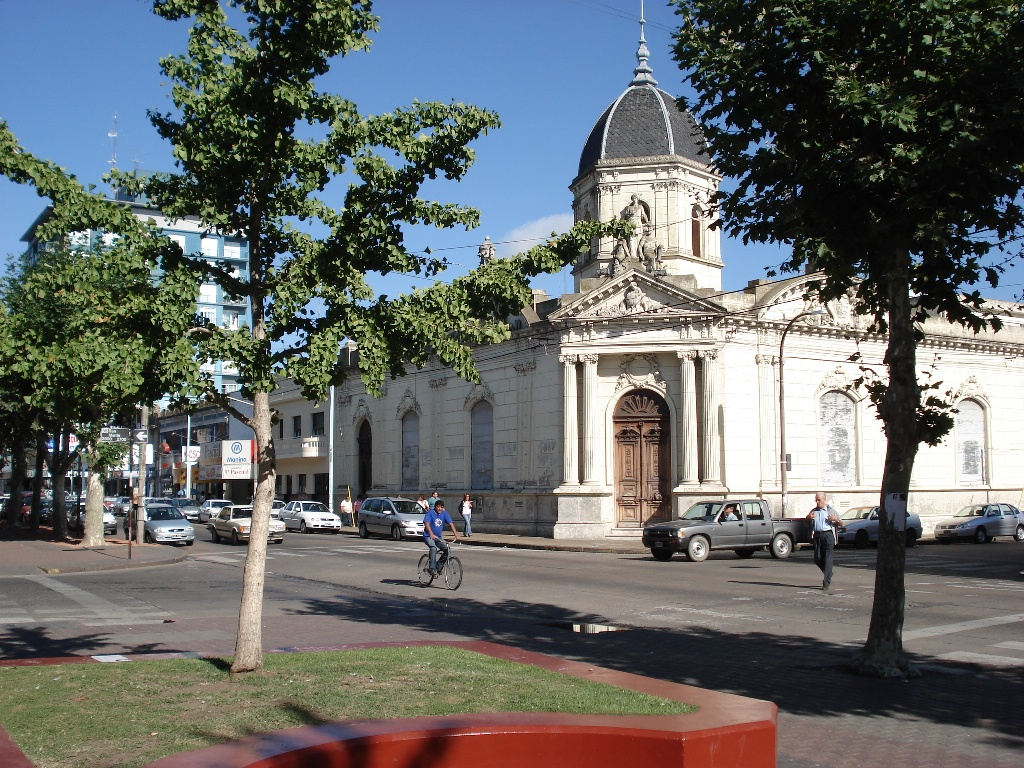
奧拉瓦里亞

奧拉瓦里亞（Olavarría）是阿根廷的城市，位於該國東部，距離首都布宜諾斯艾利斯約400公里，由布宜諾斯艾利斯省負責管轄，始建於1867年11月25日，海拔高度162米，2010年人口111,320。

## 外部連結
- （西班牙文） Municipal website （页面存档备份，存于）
- （西班牙文） Olavarria online news （页面存档备份，存于）
- （西班牙文） El Popular, local newspaper （页面存档备份，存于）
- （西班牙文） Ciudad de Olavarría: Información, museos, etc
- （西班牙文） Olavarria Rock